# Diphyscium satoi
Diphyscium satoi är en bladmossart som beskrevs av Tuzibe in Nakai 1937. Diphyscium satoi ingår i släktet Diphyscium och familjen Buxbaumiaceae. Inga underarter finns listade i Catalogue of Life.